# 波斯湾
波斯灣（波斯語：خلیج فارس，羅馬化：xalij-e fârs，波斯語發音：[xæliːdʒe fɒːɾs]），又稱阿拉伯灣，印度洋阿拉伯海西北海湾。位于阿拉伯半岛與伊朗高原之間。
南通过霍尔木兹海峡与阿曼湾相连，总面积约23.3万平方公里，長990公里，寬58-338公里；平均深約30米，最深約100米；盐度38-40‰。它是底格里斯河与幼发拉底河出海的地方。北至東北至東方與伊朗相鄰，西北為伊拉克和科威特，西到西南方為沙烏地阿拉伯、巴林、卡塔爾、阿拉伯聯合大公國、阿曼。

## 名称之争
长期以来，关于对海湾的叫法一直存在争议，伊朗把海湾称为“波斯湾”，而阿拉伯国家将其称为“阿拉伯湾”（阿拉伯语：الخليج العربي）。

## 历史
波斯湾的名稱源于波斯，最先由1世纪的地理学家斯特拉波命名。

## 气候
波斯湾属热带沙漠气候，气温较高，常年在20度左右，夏季可达32度以上。西北風強，將沙漠地區的沙土吹入灣中，海水渾濁。夏季有沙尘暴和霾，秋季有颮和龍捲風。

## 经济
该地方拥有全世界最丰富的石油资源，儲量約占全球63%。
波斯湾內珊瑚礁遍佈，漁產豐富；但因臨近國家逐漸工業化，環境污染日益嚴重。

## 外部連結
- 波斯湾 （页面存档备份，存于）